# Jacques Raymond
Jacques Raymond, nato Jozef Remon (Temse, 13 ottobre 1938), è un cantante belga.
Ha partecipato in rappresentanza del Belgio all'Eurovision Song Contest in due occasioni: nel 1963 con il brano Waarom classificandosi al decimo posto e nel 1971 (in coppia con Lily Castel) con il brano Goeiemorgen, morgen, classificandosi al quattordicesimo posto.